# Oxtjärnen (Hammerdals socken, Jämtland, 705571-149621)
Oxtjärnen är en sjö i Strömsunds kommun i Jämtland och ingår i Ångermanälvens huvudavrinningsområde.